# 宝成中学
宝成中学（也称宝成子弟中学）是一所渭滨区属全日制完全中学。宝成中学创建于1963年，原为宝成航空精密制造股份有限公司（隶属于中国航空工业集团）下属的一所完全中学，1996年4月被命名为陕西省国防科技工业系统重点中学。2005年，被列为首批移交地方的39所省属企业办中小学之一。2007年12月20日工厂与渭滨区政府草签移交协议。2008年8月26日学校移交渭滨区政府。
2013年8月，渭滨区中小学校点布局调整，宝成中学高三3个班117名学生和初二、初三7个班307名学生整体合并到长岭中学，宝成中学2013年停止招生。宝成中学与宝桥中学以长岭中学初中部为主体，在原宝桥中学校址上三校组建为清姜路中学（初级中学）。宝成中学原校址改为东四路小学。

## 办学理念
- 让每一个学生都进步，让每一个教师都发展

## 校舍及学校设施
学校占地面积5337平方米，建筑面积5764平方米，拥有一座凹型教学办公楼，一座图书电教楼，一个2400平方米人造草坪操场。
校舍内设施如下：
- 28个教室
- 3个实验室
  - 1个物理实验室
  - 1个化学实验室
  - 1个生物实验室
- 2个微机室
- 2个多媒体教室
- 电教室
- 语言实验室
- 图书室
- 阅览室
- 音乐室
- 美术室
- 劳技室
- 卫生室
- 广播室

## 历任校长
- 徐正君（1984年8月-1986年）
- 魏堆友（1986年12月-1990年）
- 刘吉正（1990年12月-1995年）
- 董文学（1995年3月-2006年）
- 奚树强（2006年6月-2012年）
- 郭生凯（2012年9月-2013年）